# Franco de Westfalia

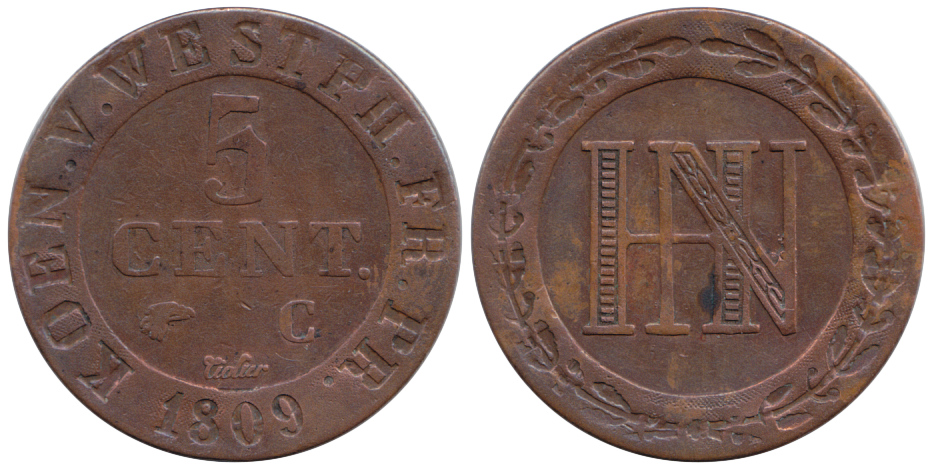
Moneda de 5 céntimos de 1809. Westfalia, Jerónimo Bonaparte.

El franco fue la unidad monetaria vigente durante la corta existencia del desaparecido Reino de Westfalia entre 1808 y 1813.

## Historia
Esta unidad monetaria fue distribuida junto con el Thaler de Westfalia, una moneda que poseía equivalencia con el franco francés, que se subdividía en 100 Centimen.